# ألبان أوكاج
ألبان أوكاج هو ممثل ألباني وكوسوفو، ولد في 25 يوليو 1980 في كوسوفو.

## أعمال

### أفلام
- (2008) لورنا والصمت[4]
- (2010) على الطريق[5]

## وصلات خارجية
- ألبان أوكاج على موقع IMDb (الإنجليزية)
- ألبان أوكاج على موقع قاعدة بيانات الأفلام العربية
- ألبان أوكاج على موقع ألو سيني (الفرنسية)
- ألبان أوكاج على موقع أول موفي (الإنجليزية)
- ألبان أوكاج على موقع قاعدة بيانات الأفلام السويدية (السويدية)
- ألبان أوكاج على موقع قاعدة بيانات الفيلم (الإنجليزية)
- ألبان أوكاج على موقع كينوبويسك (الروسية)